# Хардуик, Джордж
Джордж Фрэнсис Мотри Хардуик (англ. George Francis Moutry Hardwick; 2 февраля 1920 — 19 апреля 2004) — английский футболист и тренер. Хардуик выступал на позиции защитника за клубы «Мидлсбро» и «Олдем Атлетик», был капитаном национальной сборной Англии, за которую сыграл 13 матчей. Он входит в число 10 легенд клуба «Мидлсбро» и 100 легенд Футбольной лиги. Тренировал «Олдем Атлетик» (как играющий тренер), сборную Нидерландов, ПСВ Эйндховен, «Сандерленд» и «Гейтсхед».

## Биография
Джордж Хардуик родился в семье электрика и школьной учительницы. После закрытия шахты, на которой работал отец Джорджа, семья оказалась за чертой бедности, родителям приходилось голодать, чтобы хоть как-то прокормить сына. В 13 лет Хардуик стал игроком молодёжного состава «Мидлсбро», а в апреле 1937 года заключил с командой профессиональный контракт за который получил 5 фунтов стерлингов, в своём дебютном матче он отметился голом в свои ворота. С началом Второй мировой войны Хардуик записался в ВВС, обучался на стрелка. Во время немецкого налёта на авиабазу в Бедфордшире он чуть не погиб, позже стал сержантом в бомбардировочном командовании ВВС.
В годы войны играл в футбол за лондонский «Челси», дважды принимал вместе с командой участие в финале Кубка Уэмбли, а также сыграл 17 матчей за сборную Англии. Эти матчи не являлись официальными, а проводились для поднятие боевого духа солдат. После окончания войны руководство «Челси» намеревалось приобрести Хардуика и готово было отдать за игрока любые деньги, но в Мидлсбро отказались продавать своего ведущего игрока.

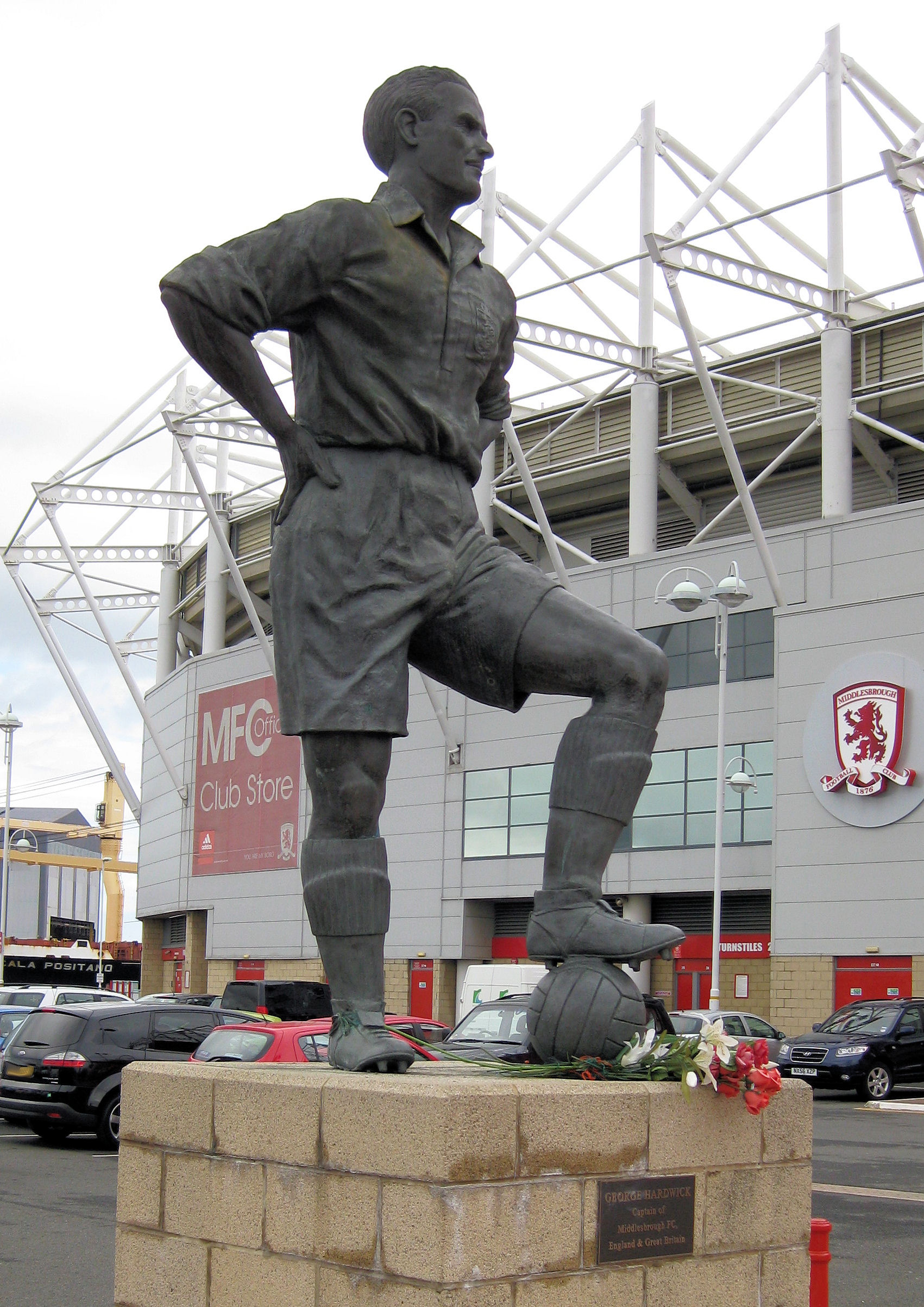
Статуя Джорджа Хардуика

В 1946 году Хардуик стал капитаном сборной Англии, не имея в активе ни одного официального матча за национальную команду. Всего он провёл за английскую сборную 13 матчей, все в статусе капитана, в них Англия одержала 10 побед, включая разгром сборной Португалии со счётом 10:0 в мае 1947 года. Сам Хардуик вспоминал, что был жёстким и требовательным капитаном, не дававшим спуску своим партнёром по сборной, которые его боялись. В 1947 году Хардуик в качестве капитана вывел сборную Великобритании на матч со сборной ФИФА, закончившийся победой британцев со счётом 6:1. Из-за травмы карьера Хардуика в сборной продлилась недолго, он пропустил европейское турне и триумфальную победу над итальянцами в Турине.
На клубном уровне Хардуик провёл 166 матчей и забил 5 голов за «Мидлсбро», а с 1950 по 1956 годы был играющим тренером «Олдем Атлетик», за который сыграл в общей сложности 190 матчей, в которых забил 14 голов. Хардуик в основном играл на позиции левого защитника, хотя иногда занимал место на правом фланге, однако в своём первом сезоне за Олдем он часто играл в нападении.
После завершения карьеры игрока Хардуик тренировал футбольную команду 7-й армии США в Германии, клуб ПСВ Эйндховен и сборную Нидерландов, руководил молодёжной командой «Мидлсбро». В ноябре 1964 года он был назначен главным тренером «Сандерленда», но, хотя клуб под его руководством показывал лучшие результаты за весь послевоенный период, руководство отправило его в остановку через 169 дней после назначения. При Хардуике началась тренерская карьера Брайана Клафа, которого он назначил тренером молодёжной команды «Сандерленда». После увольнения из «Сандерленда» Хардуик тренировал скромный клуб «Гейтсхед».
Джордж Хардуик был дважды женат, имел двух сыновей от первого брака. Он скончался после продолжительной болезни 19 апреля 2004 года. По мнению Билли Райта, сменившего его на посту капитана сборной, Хардуик не был по достоинству оценён как игрок. Игрок английской сборной Том Финни назвал Хардуика лучшим защитником, против которого ему доводилось играть.